# Paul Doucet
Pour les articles homonymes, voir Doucet.
Paul Doucet est un acteur dramatique canadien né à Montréal en 1970.

## Biographie
Paul Doucet entreprend ses études collégiales au Collège André-Grasset et obtient son diplôme en 1987. Par la suite, il étudie l'art dramatique à l'université du Québec à Montréal. 
Il est surtout connu pour son incarnation de l'acteur Jean Duceppe dans la mini-série biographique Jean Duceppe (2002) qui lui vaut le prix Gémeaux du meilleur comédien dans une série dramatique.

## Filmographie

### Cinéma
- 1995 : Erreur sur la personne : Paul Lamoureux
- 1998 : Sublet : Homicide Detective
- 2003 : Sur le seuil : Inspecteur Goulet
- 2004 : Rencontre à Wicker Park : Driver
- 2004 : Ma vie en cinémascope : Roy Maloin
- 2005 : Maurice Richard : Camil Desroches
- 2007 : Les 3 P'tits Cochons : Remi
- 2009 : À vos marques... party! 2 : Mr. Meyer
- 2010 : Filière 13 : Benoît
- 2010 : Le Trotski : policier
- 2010 : Noémie : Le Secret : François, le père de Noémie
- 2011 : Funkytown : Jonathan Aaronson
- 2011 : Frisson des collines
- 2011 : Sur le rythme
- 2011 : Le Colis : Éric St-Louis
- 2011 : La peur de l'eau : Bernard Duval
- 2013 : Hot Dog
- 2014 : La Garde : Luc Bisaillon
- 2016 : Les 3 P'tits Cochons 2 : Remi
- 2016 : La Chasse au collet : Éric Desbiens
- 2016 : Early Winter : David
- 2017 : C'est le cœur qui meurt en dernier : Henri
- 2018 : La Bolduc : Jean Grimaldi
- 2018 : La Chute de l'empire américain de Denys Arcand : le docteur Pierre-Yves Maranda
- 2019 : Antigone : Christian
- 2020 : Les Vieux Chums de Claude Gagnon : Jacques Larose
- 2022 : Norbourg de Maxime Giroux : Georges de Chavigny

### Télévision
- 1994 : Les Grands Procès : Denis Léveillé
- 1996 : Le Retour : Papa à la garderie (1 épisode)
- 1998 : Bouscotte : Gervais Morneau
- 2000 : Jackie Bouvier Kennedy Onassis (feuilleton) : Ed Schlossberg
- 2001 : WW3 : Agent #1
- 2002 : Jean Duceppe : Jean Duceppe
- 2003 : Shattered City: The Halifax Explosion (feuilleton) : Captain Le Medec
- 2004 : Le Bleu du ciel: Karmel Bastarache
- 2006 : Octobre 1970 : Jean-Marc
- 2008 : Une grenade avec ça ? : René Gagné (1 épisode)
- 2008 : René Lévesque : Le Destin d'un chef : Yves Michaud
- 2009 : Musée Éden : Dr Boyer
- 2010 : Mauvais Karma : Christophe Tremblay
- 2010 : Toute la vérité : Dr Bellavance (1 épisode)
- 2011 : 30 vies : Jacques Veilleux
- 2011 : Mauvais Karma : Christophe Tremblay
- 2012 : Unité 9 : Georges Sainte-Marie
- 2016 : Les Pays d'en haut : Arthur Buies
- 2014  : Au secours de Béatrice : Dany Boyer
- 2019  : Conséquences : Paul Roy
- 2021 : District 31 : Denis Corbin
- 2022 : Le Temps des framboises : Denis Conley
- 2022 : Les Mecs : Carol

### Doublage
- 2014 : Les Nouveaux Héros : Baymax

## Récompense
- 2003 : Prix Gémeau, Meilleure interprétation premier rôle masculin : dramatique
- 2016 : Prix du nouvel an grec de l'année[Quoi ?]